# Józef Piłsudski
Józef Klemens Piłsudski ['juzɛf piw'sutski]ⓘ (Zułów, cerca de Vilna, Lituania, 5 de diciembre de 1867 - Varsovia, 12 de mayo de 1935) fue el primer Jefe de Estado (1918-1922), primer Mariscal (desde 1920) y dictador (1926-1935) de la Segunda República Polaca. Tras la Primera Guerra Mundial, se convirtió en una figura cada vez más dominante en la política polaca y ejerció una influencia significativa en la configuración de la política exterior del país. Piłsudski es considerado el padre de la Segunda República polaca, restablecida en 1918, 123 años después de la partición definitiva de Polonia en 1795, y fue considerado líder de facto (1926-1935) de la Segunda República como ministro de Asuntos Militares.
Considerándose descendiente de la cultura y las tradiciones de la República de las Dos Naciones, Piłsudski creía en una Polonia multiétnica, un "hogar de naciones", que incluyera minorías étnicas y religiosas indígenas. Al principio de su carrera política, Piłsudski se convirtió en líder del Partido Socialista Polaco. Creyendo que la independencia de Polonia se lograría militarmente, formó las Legiones Polacas. En 1914, predijo que una nueva gran guerra derrotaría al Imperio ruso y a las Potencias Centrales. Tras el inicio de la Primera Guerra Mundial en 1914, las Legiones de Piłsudski lucharon junto a Austria-Hungría contra Rusia. En 1917, ante el mal desempeño de Rusia en la guerra, retiró su apoyo a las Potencias Centrales y fue encarcelado en Magdeburgo por los alemanes.
Piłsudski fue Jefe de Estado de Polonia desde noviembre de 1918, cuando Polonia recuperó su independencia, hasta 1922. De 1919 a 1921, comandó las fuerzas polacas en seis guerras que redefinieron las fronteras del país. Al borde de la derrota en la guerra polaco-soviética en agosto de 1920, sus fuerzas repelieron a los invasores rusos soviéticos en la batalla de Varsovia. En 1923, con un gobierno dominado por sus oponentes, en particular Democracia Nacional, Piłsudski se retiró de la política activa. Tres años después, regresó al poder en el Golpe de Mayo y se convirtió en el hombre fuerte del gobierno Sanacja. Se centró en asuntos militares y exteriores hasta su muerte en 1935, desarrollando un culto a la personalidad que ha sobrevivido hasta el siglo XXI.
Aunque algunos aspectos de la administración de Piłsudski, como el encarcelamiento de sus oponentes políticos en Bereza Kartuska, son controvertidos, sigue siendo una de las figuras más influyentes en la historia polaca del siglo XX y es ampliamente considerado como uno de los fundadores de la Polonia moderna.

## Biografía
Piłsudski nació el 5 de diciembre de 1867 en el seno de la noble familia Piłsudski en su mansión de Zulov, cerca del pueblo de Zulov (actualmente Zalavas en Lituania). El pueblo había sido parte del Imperio ruso desde 1795, habiendo sido anteriormente parte del Gran Ducado de Lituania, una parte integral de la Mancomunidad de Polonia-Lituania de 1569 a 1795. Después de la Primera Guerra Mundial, el pueblo formó parte de la Región de Vilna, que fue disputada entre Lituania y Polonia durante el período de entreguerras. Desde 1922 hasta 1939, el pueblo estuvo en la Segunda República Polaca. Durante la Segunda Guerra Mundial, el pueblo sufrió ocupaciones soviéticas y alemanas. La propiedad era parte de la dote aportada por su madre, María, miembro de la adinerada familia Billewicz. La familia Piłsudski, aunque empobrecida, apreciaba las tradiciones patrióticas polacas, y se caracterizan ya sea como polacos o como lituanos polonizados. Józef fue el segundo hijo nacido en la familia. Piłsudski conocía bien el idioma lituano.
La familia debió abandonar la ciudad por los problemas económicos provocados por su hermano Bronisław Piłsudski quien, junto con el hermano de Lenin, intentó atentar contra el zar Alejandro III de Rusia. Los Piłsudski tuvieron que deshacerse de sus propiedades para hacer frente al juicio, por lo que se mudaron a Vilna, donde Józef estudió y, antes de que acabara el bachillerato (Gymnasium), su padre murió.
Junto con sus hermanos Bronisław, Adam y Jan, Józef fue introducido por su madre María a la historia y literatura polacas, que fueron suprimidas por las autoridades imperiales.  Su padre, también llamado Józef, luchó en el Levantamiento de enero de 1863 contra el dominio ruso.  La familia resintió las políticas de rusificación del gobierno. El joven Józef detestaba profundamente tener que asistir a los servicios de la Iglesia Ortodoxa Rusa  y dejó la escuela con una aversión por el zar ruso, su imperio y su cultura.
En 1885, Piłsudski comenzó sus estudios de medicina en la Universidad de Járkov, donde se involucró con Narodnaya Volya, parte del movimiento revolucionario ruso Narodniks.  En 1886, fue suspendido por participar en manifestaciones estudiantiles.  Fue rechazado por la Universidad de Dorpat, cuyas autoridades habían sido informadas de su afiliación política. El 22 de marzo de 1887, fue arrestado por las autoridades zaristas bajo la acusación de conspirar con los socialistas de Vilna para asesinar al zar Alejandro III; la principal conexión de Piłsudski con el complot fue la participación de su hermano Bronisław.  Józef fue sentenciado a cinco años de exilio en Siberia, primero en Kirensk en el río Lena, luego en Tunka. 
Durante su exilio, Piłsudski conoció a muchos Sybiraks, personas que habían sido reasentadas (generalmente por la fuerza) en Siberia. Se le permitió trabajar en una ocupación de su elección y dio clases particulares a niños locales en matemáticas e idiomas extranjeros (sabía francés, alemán y lituano, además de ruso y su polaco nativo; más tarde aprendería inglés). Los funcionarios locales decidieron que, como noble polaco, no tenía derecho a la pensión de 10 rublos que recibían otros.

## Trayectoria
En 1892, Piłsudski regresó del exilio y se instaló en la Mansión Adomavas, cerca de Teneniai . En 1893, se unió al Partido Socialista Polaco (PPS) y ayudó a organizar su rama lituana.  Inicialmente, se alineó con el ala más radical de los socialistas, pero a pesar del ostensible internacionalismo del movimiento socialista, siguió siendo un nacionalista polaco.
Con grandes dotes de liderazgo, en 1894 se hizo con el poder del grupo Partido Socialista Polaco y fundó el antirruso periódico de los socialistas polacos Robotnik (The Worker). Dentro del partido creó una corriente revolucionaria y luchó a favor de la independencia de Polonia, que se encontraba dividida entre la Rusia zarista, el Imperio austrohúngaro y Alemania.
El 15 de julio de 1899 contrajo matrimonio con la que sería su primera esposa, Maria Juszkiewicz. Dado que Maria era divorciada, no pudieron casarse en ceremonia católica y lo hicieron según el rito evangélico-luterano, previa "conversión" dos meses antes. El matrimonio se deterioró cuando, varios años después, Piłsudski comenzó un romance con una socialista más joven, Aleksandra Szczerbińska. Maria murió en 1921; en octubre de ese año, Piłsudski se casó con Aleksandra. Para entonces, la pareja tenía dos hijas, Wanda y Jadwiga.

### Actividad política

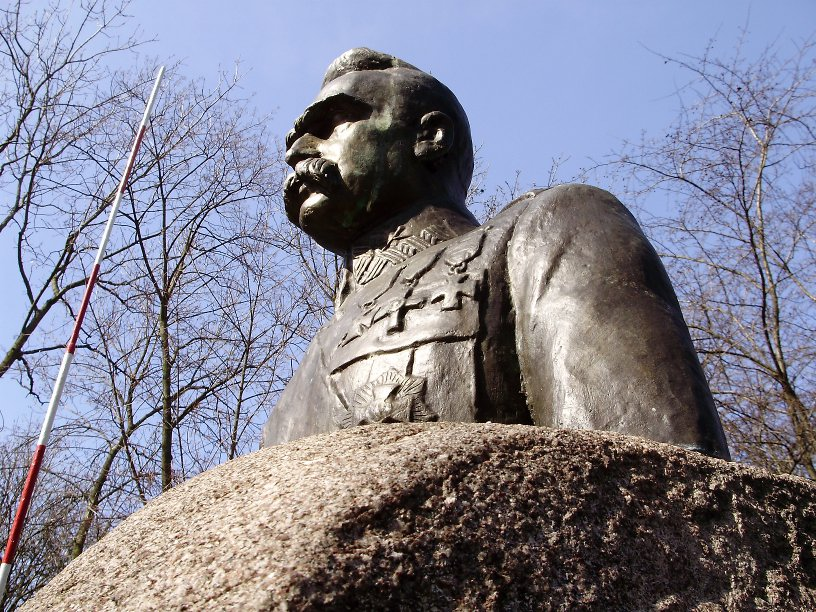
El Monumento a Józef Piłsudski en Turek (autor: J. Gosławski)

En 1900 fue capturado por la fuerza imperial y encerrado en la Ciudadela de Varsovia. Once meses después, fue liberada su esposa Maria Juszkiewicz, con quien se casara el año previo. Para llamar la atención por su encarcelamiento, Piłsudski hizo huelga de hambre para ser llevado a un hospital. Después de un mes de recuperación, burló a la guardia y huyó. Se encontró con su esposa y escaparon a Francia.
En 1904, viajó en secreto a Japón, que se alistaba para la guerra contra el Imperio ruso, del que preveían un ataque. Piłsudski propuso que Japón no solo se centrara en un frente en Asia, sino también desde Europa por el mar Báltico a través de lo que es Polonia. Por tanto, mientras Japón atacaba al ejército del Imperio ruso, se sucedería una avanzada hacia Moscú. Todos los militares polacos y prisioneros políticos ayudarían a las tropas japonesas en las zonas ya liberadas por estos.
Su intentona fracasó, ya que Roman Dmowski, por sus dotes diplomáticas, impidió que ocurriera, pues no quería que los polacos tuvieran que ver con un conflicto ruso-japonés. Dmowski y Piłsudski eran diferentes pero pretendían un destino común a través de distintos caminos. Piłsudski vivió en Japón un año, hasta 1906.
Regresó a Polonia para retomar la política que había dejado tras la huida. En 1908, junto con Kazimierz Sosnkowski, creó en Leópolis una organización secreta cuya misión era «intentar hacer todo lo posible contra Rusia» en los conflictos militares con otros países y sus problemas internos. El 26 de septiembre organizó un ataque a un tren cerca de Bezdanami. Durante esta etapa en la que perteneció a organizaciones clandestinas utilizó varios seudónimos, como "Wiktor", "Mieczysław" y "Ziuk" (este último también era su apodo familiar).
A partir de 1912 militó en un grupo cuyo fin era la independencia de Polonia. Ese año le hicieron comandante de todas las fuerzas armadas polacas.

### Primera Guerra Mundial
A pesar de la falta de formación militar reglada, Piłsudski mandó durante la guerra la Primera Brigada de las Legiones Polacas, se convirtió en el caudillo de la lucha antirrusa por la restauración de una Polonia independiente. De esa brigada provenía la mayoría de sus partidarios y colaboradores en su posterior actividad política, mientras que muchos de sus adversarios militares pertenecían a la Segunda Brigada o sirvieron en unidades regulares del ejército austrohúngaro.

### Segunda República polaca

#### Jefe de Estado de Polonia (1918-1922)

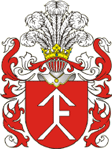
Escudo de la familia Piłsudski, variante del Clan Kościesza.

Tras la Primera Guerra Mundial regresó a Varsovia liberado por los alemanes de la prisión de Magdeburgo (10 de noviembre de 1918) fue nombrado jefe de Estado y comandante en jefe de las Fuerzas Armadas, se convirtió en la práctica en dictador de Polonia. El 20 de febrero de 1919 la asamblea constituyente elegida en enero le nombró jefe del Estado.
Durante ese período, luchó contra el bolchevismo, dirigió en persona los Ejércitos polacos durante la Guerra Polaco-Soviética como comandante en jefe de las fuerzas armadas.
El principal interés de Piłsudski fue el Ejército. Impidió el nombramiento de ministros de Defensa en los primeros gobiernos polacos para mantener el control personal del mismo, y se aseguró el nombramiento de un ministro afín (antiguo compañero de prisión durante la guerra), el general Kazimierz Sosnkowski, que se mantuvo en el cargo a pesar de los cambios de gobierno hasta la primavera de 1923.
El 17 de marzo de 1921 sus rivales de la derecha lograron aprobar la nueva constitución de marcado carácter parlamentarista en la que la Presidencia del Estado apenas tenía poderes. Su idea era impedir que Piłsudski, cuyo gran prestigio le hacía el candidato evidente a la Presidencia, controlase la política nacional. El mariscal, en respuesta, se negó a presentarse a las elecciones de diciembre de 1922. Ese mes fue nombrado jefe del Estado mayor, sustituyendo a uno de sus rivales militares, el general Władysław Sikorski.
Cuando ese mes su candidato y amigo personal, Gabriel Narutowicz, fue asesinado por un joven fanático de derechas que confesó que hubiese preferido asesinar a Piłsudski, éste acusó a la derecha de estar detrás de la muerte y su animadversión hacia sus rivales se ahondó. Cuando la derecha, con el nuevo apoyo del Partido Campesino Piast de Wincenty Witos, formó el primer gabinete en la primavera de 1923, Piłsudski se negó a colaborar con el nuevo gobierno y abandonó en forma paulatina sus cargos oficiales.

##### Ideas políticas y rivales
Sus ideas políticas eran muy distintas a las de Roman Dmowski, quien creía que era posible una autonomía dentro del Imperio ruso, o una alianza con este. Piłsudski, en cambio, era partidario de una alianza con Alemania y de la creación de Estados intermedios independientes (Bielorrusia, Ucrania) entre Rusia y Polonia. Para esto alentó desde el gobierno el proyecto Międzymorze en favor de una federación de estados de Europa Oriental ansiosos de evitar la dominación política y económica por parte de Alemania o la URSS; este proyecto no resultó atractivo para el resto de estados del este europeo al ser demasiado evidente que Piłsudski promovía una unión bajo la dirección de Polonia, siendo que Lituania rechazaba repetir la experiencia de la República de las Dos Naciones, y el plan tampoco recibió acogida favorable en Checoslovaquia debido a una serie de controversias territoriales checo-polacas; además de la negativa evidente de la URSS de apoyar semejante plan que amenazara su hegemonía en Europa Oriental.
Piłsudski se enfrentó a dos rivales principales: sus adversarios militares dentro del Ejército, que le disputaban el control sobre el mismo y la forma de organizar las fuerzas armadas, y los conservadores, sobre todo del Partido Nacional Democrático de Dmowski, que le odiaban como antiguo socialista, combatiente contra Rusia y antiguo aliado de Alemania, supuesto defensor de las minorías del Estado y partidario del federalismo. La rivalidad entre los partidarios del mariscal y sus opositores caracterizó la política polaca de entreguerras.

#### Retiro oficial (1922-1926)
Piłsudski rechazó una pensión gubernamental y se retiró a su casa a las afueras de Varsovia, regalo de sus admiradores. Se mantuvo impartiendo conferencias, escribiendo artículos y libros, por lo general de contenido político y muy polémicos.
El gobierno se entregó a tratar de deshacer la obra del mariscal en el Ejército, trató de someterlo al poder civil mediante planes de reorganización de sus adversarios, a la vez que se desencadenó una campaña de desprestigio de su figura y se le mantenía bajo vigilancia. La derecha trató de implicarle en juicios por espionaje a favor de la Unión Soviética, sin éxito.
Piłsudski continuó la polémica con sus adversarios sobre el modelo de mando de las fuerzas armadas y su subordinación al gobierno, que el mariscal veía como negativa y conducente a la utilización en rivalidades partidistas, mientras que sus opositores la consideraban como necesaria para someterlas al control democrático.
La creciente tensión entre partidarios y detractores del mariscal, la agudización de la crisis económica, el empeoramiento de la situación internacional para Polonia con la firma de los tratados de Locarno y Berlín y la crónica inestabilidad gubernamental, en la que se sucedieron los gabinetes (catorce hasta 1926) hicieron que los admiradores del mariscal le viesen cada vez más como la figura providencial para la nación, invitándole cada vez en forma más abierta a tomar el poder por la fuerza.
En noviembre de 1925, tras la caída del gobierno de tecnócratas de Grabski, Piłsudski había advertido al presidente de la república que no estaba dispuesto a admitir más cambios en el Ejército. El presidente se había declarado incapaz de poner fin a la crisis política. A partir de ese momento y durante el invierno y la primavera de 1926 la tensión creció y los partidarios del mariscal prepararon su vuelta a la política mediante un golpe de Estado.

#### Golpe de Estado y régimen autoritario (1926-1935)
En mayo de 1926, tras meses de preparación por sus partidarios y el apoyo de algunas unidades militares fieles a su persona, dio un golpe de Estado, insatisfecho con la crónica inestabilidad política, lo que él consideraba intromisión en asuntos militares del gobierno, la aguda crisis económica y la delicada situación internacional para Polonia. Las fuerzas políticas y sociales de izquierda, esperando el fin del control de la vida política por las formaciones de derecha y una revolución social, apoyan el golpe, aunque pronto quedan desilusionadas.

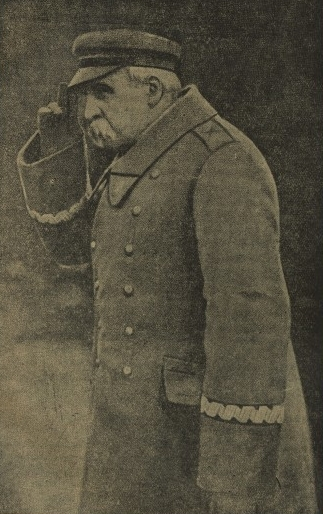
Piłsudski el año de su muerte. Los últimos años de su vida el régimen perdió importantes apoyos y se volvió notablemente más represor.

El golpe marcó el final del gobierno democrático parlamentario en Polonia, símbolo del fracaso del sistema democrático en la región en los años posteriores, que es sustituido en forma paulatina por diferentes dictaduras. A partir del golpe de Estado volvió a ejercer sus funciones en el gobierno de Polonia hasta su muerte. El golpe, a pesar de su éxito político y militar, supuso una desilusión para el mariscal que se veía a sí mismo como una figura admirada por el país y había esperado que todo el Ejército le hubiese seguido en vez de dividirse. La imagen de sí como un guardián del bienestar nacional aceptado por todas las opciones políticas se desvaneció.
Tras el golpe de 1926, y al notar que el proyecto Międzymorze tampoco recibió apoyo decisivo de Gran Bretaña o Francia, Piłsudski lo abandonó y se dedicó a dirigir el gobierno de Polonia como un dictador carismático, sustentado en su popularidad entre las masas, pero permitió cierto margen de maniobra a la oposición. Para ello Piłsudski introdujo el régimen Sanacja (o «sanación», en polaco), donde sus seguidores formaron un frente «por encima de los partidos políticos» mientras los gobiernos quedaron sujetos a la aprobación de Piłsudski, convertido en dictador de facto de Polonia, apoyado por los líderes militares (el "grupo de los coroneles") y por el movimiento Sanacja: un partido político que evitaba conducirse como tal.
No obstante, tras el agravamiento de la Gran Depresión en 1930 surgió con mayor fuerza una oposición que exigía a Piłsudski dejar el poder. En respuesta, encarceló en Brest a decenas de parlamentarios opositores. Insistió en mantener el régimen sobre la base de su carisma entre las clases obreras y elaboró una Constitución que le permitiera legalizar el régimen Sanacja y perpetuarlo. En los últimos años, perdió prestigio y apoyo: al terror policial utilizado para ganar las elecciones de noviembre de 1930 se sumó la brutal represión militar del nacionalismo ucraniano a finales de ese año. Tanto los intelectuales como los partidos de izquierda y las minorías se alejaron de Piłsudski.
Fruto del deseo de sus partidarios de asegurar el régimen es la Constitución de abril de 1935, elaborada por la camarilla de Piłsudski para que este líder se sirviera de ella. Resultó en vano: el 12 de mayo murió Piłsudski, y el régimen Sanacja quedó en manos de los coroneles hasta el estallido de la Segunda Guerra Mundial.

## Legado
Piłsudski fue, sin duda, uno de los personajes más importantes de la historia de Polonia del siglo XX, considerado por muchos como el «salvador de Polonia», por haber liderado la guerra de independencia contra alemanes y soviéticos y por dirigir la reconstrucción de un estado polaco soberano tras más de un siglo de particiones. Entre la población se le conocía cariñosamente como Dziadek ("Abuelo" o "el Viejo") o Marszałek ("el Mariscal"), y aún entre sus exsoldados de las Legiones lo seguían llamando Komendant ("el Comandante"). Se le atribuye haber mantenido la cohesión y organización nacional de Polonia durante quince años de independencia, a pesar de su actitud dictatorial en el contexto del régimen Sanacja.
Aunque criticado durante su gobierno por políticos e intelectuales, su reputación mejoró tras la Segunda Guerra Mundial, cuando el abierto nacionalismo de Piłsudski resultó favorable frente al régimen comunista polaco influenciado por la URSS, la potencia contra la cual se había luchado en la guerra de expansión de 1920-1921. El régimen comunista polaco condenó el régimen y personalidad de Piłsudski al tacharlo de reaccionario y aliado de los terratenientes, pero esta censura fortaleció cierto prestigio de su figura frente a la subordinación del régimen polaco ante la URSS hasta la época del deshielo de Jruschev.
Tras el establecimiento de la democracia en Polonia en 1991, Piłsudski ha vuelto a ser homenajeado como «héroe nacional» debido al restablecimiento de la independencia en 1918 y su celo en el mantenimiento de la soberanía nacional, a pesar de los cuestionamientos sobre su régimen dictatorial o la represión a sus opositores, siendo homenajeado con numerosas estatuas, monumentos, calles y plazas. Entre ellos, podemos citar la Plaza Piłsudski en Varsovia, el monumento a Józef Piłsudski en Turek, la Universidad de Educación Física Józef Piłsudski o el Estadio Mariscal Józef Piłsudski, hogar del KS Cracovia.